# Pays de Verdun
Pour les articles homonymes, voir Verdun (homonymie).
Le Pays de Verdun est une Pôle d'équilibre territorial et rural situé dans le département de la Meuse en région Grand Est, plus précisément dans la région historique et culturelle de Lorraine.
Elle est composée de dix communautés de communes et de 215 communes.

## Historique
Le 23 novembre 2004, la Fédération des Communautés de Communes du Pays de Verdun est créée. Cette association loi de 1901 est alors composée des douze communautés de communes formant l'arrondissement de Verdun.
Dans les années 2010, le Pays devient un Pôle d'équilibre territorial et rural (PETR) selon la Loi MAPTAM de 2014.

## Composition
Le pays est composé de dix EPCI, regroupant 215 communes et 73 602 habitants en 2013 sur une superficie de 2 451,34 km2.
- Communauté d'agglomération du Grand Verdun   28 469   300,93
- Communauté de communes du Pays de Stenay    6 133     208
- Communauté de communes du Pays de Montmédy   7 312    243,65
- Communauté de communes du Val Dunois   4 121    232,92
- Communauté de communes de la Région de Damvillers   2 678   214,75
- Communauté de communes du Pays de Spincourt   5727   277,6
- Communauté de communes de Montfaucon-Varennes-en-Argonne   2987   274,3
- Communauté de communes du Pays d'Étain   7873    	239,05
- Communauté de communes du Centre Argonne   4427   219,55
- Communauté de communes Meuse-Voie sacrée  3875   240,59

## Administration
Le Pays de Verdun est piloté par un comité politique composé des présidents de chacun des EPCI membre. Il y a un président secondé de deux vice-présidents.
| Période                                  | Période  | Identité     | Étiquette | Qualité                                                                              |
| ---------------------------------------- | -------- | ------------ | --------- | ------------------------------------------------------------------------------------ |
| Les données manquantes sont à compléter. |          |              |           |                                                                                      |
| 2008                                     | 2014     | Arsène Lux   | DVD       | Maire de Verdun (1993-1997) Conseiller général du canton de Verdun-Ouest (2004-2011) |
| 2014                                     | En cours | Julien Didry |           | Maire de Bras-sur-Meuse (depuis 2001)                                                |

## Missions
La structure est dotée d'un Conseil de développement pour intégrer la réflexion du secteur privé dans les projets. Elle compte également une Cellule d'ingénierie qui gère l'animation du Pays.
De 2007 à 2013, le Pays de Verdun a bénéficié du programme LEADER PAC, une initiative de l'Union européenne visant à favoriser le développement des territoires ruraux. Le territoire a disposé d'une somme de 1 083 571 € pour financer divers projets, puis d'une rallonge de 60 000 €.

## Démographie
| 2004   | 2013   |
| ------ | ------ |
| 76 700 | 73 602 |